# Diocesi di Sebela
La diocesi di Sebela (in latino Dioecesis Sebeliensis) è una sede soppressa del patriarcato di Antiochia e una sede titolare della Chiesa cattolica.

## Storia
Sebela, identificabile con Kestelyalasi nell'odierna Turchia, è un'antica sede episcopale della provincia romana di Isauria nella diocesi civile d'Oriente. Faceva parte del patriarcato di Antiochia ed era suffraganea dell'arcidiocesi di Seleucia, come attestato da una Notitia episcopatuum del patriarcato datata alla seconda metà del VI secolo.
Per un certo periodo, dopo l'occupazione araba di Antiochia, l'Isauria fu annessa al patriarcato di Costantinopoli. La diocesi di Sebela appare nelle Notitiae Episcopatuum di questo patriarcato nel IX, nel X e nel XIII secolo.
Di quest'antica diocesi è noto il nome di un solo vescovo, Leone, che prese parte al secondo concilio di Nicea nel 787. Le Quien, nell'opera Oriens Christianus, ignora l'esistenza di questa diocese, poiché attribuisce erroneamente il vescovo Leone alla diocesi di Psibela in Licaonia.
Dal 1933 Sebela è annoverata tra le sedi vescovili titolari della Chiesa cattolica; la sede è vacante dal 13 novembre 1964.

## Cronotassi

### Vescovi greci
- Leone † (menzionato nel 787)

### Vescovi titolari
- Louis Prosper Durand, O.F.M. † (14 giugno 1938 - 11 aprile 1946 nominato vescovo di Yantai)
- Joseph Rodgers † (10 gennaio 1948 - 25 ottobre 1955 succeduto vescovo di Killaloe)
- Pierre Kimbondo † (9 agosto 1956 - 24 giugno 1961 nominato vescovo di Kisantu)
- Oddo Bernacchia † (19 marzo 1962 - 13 novembre 1964 deceduto)